# Eosictis avinoffi
Eosictis avinoffi és una espècie extinta de carnívor. Scott descrigué el gènere el 1945. Bryant el considera un nomen dubium (un nom científic d'aplicació incerta o dubtosa).